# آیلین چانگ
آیلین چانگ (چینی سنتی: 張愛玲؛ چینی ساده شده: 张爱玲؛ ۳۰ سپتامبر ۱۹۲۰–۸ سپتامبر ۱۹۹۵) با نام مستعار لیانگ جینگ (梁京)، مقاله‌نویس، رمان‌نویس و فیلم‌نامه‌نویس چینی بود. او یک فمینیسم مشهور در تاریخ چین است که به خاطر به تصویر کشیدن زندگی دهه ۱۹۴۰ شانگهای و هنگ کنگ شهرت دارد.
چانگ با یک اصل و نسب اشرافی به دنیا آمد و دو زبانه در شانگهای تحصیل کرد. او بین سال‌های ۱۹۴۳ و ۱۹۴۵ در شانگهای تحت اشغال ژاپن شهرت ادبی پیدا کرد. با این حال، پس از تسلط کمونیست‌ها بر چین، او از کشور گریخت. در اواخر دهه ۱۹۶۰ و اوایل دهه ۱۹۷۰، او توسط محققانی دوباره کشف شد. همراه با بررسی مجدد تاریخ‌های ادبی در دوران پس از مائو در اواخر دهه ۱۹۷۰ و اوایل دهه ۱۹۸۰، او دوباره به شهرت ادبی در تایوان، هنگ کنگ، سرزمین اصلی چین و جوامع دیاسپورای چینی رسید. در اوایل دهه ۱۹۹۰، ژانگ ایلینگ دوباره برای مردم سرزمین اصلی چین محبوب شد. چانگ نویسنده‌ای رئالیست و نوگرایی بود. مهم‌ترین کمک او ساختن روایتی منحصر به فرد در زمان جنگ بود، روایتی که از روایت‌های بزرگ نجات و انقلاب ملی منحرف شد. او به دنبال بازگویی جزئیات و تجربیات به ظاهر نامربوط زندگی روزمره مردان و زنان عادی در دوره‌های تغییر اجتماعی و خشونت بود. چانگ همچنین به خاطر نگاهش به تاریخ مدرن، نمایش رنگ‌ها، خطوط و حالات در نوشته‌هایش و در کنار هم قرار دادن واقعیت تاریخی با قلمرو اهلی بودن شهرت داشت.

## در فرهنگ عامه
- سریال بیست قسمتی بنام افسانه آیلین چانگ با بازی رنه لیو محصول سال ۲۰۰۴ در بیست قسمت در سال ۲۰۰۴ در تایوان پخش شد.
- ویکتور وونگ خواننده مالزیایی در سال ۲۰۰۵ آهنگی با عنوان «آیلین چانگ» سرود.

## درگذشت
در ۸ سپتامبر ۱۹۹۵، چانگ در آپارتمانش در خیابان روچستر در وست‌وود، لس آنجلس، توسط صاحبخانه‌اش پیدا شد. به گفته دوستانش، چانگ چند روز قبل از اینکه مدیر ساختمانش جسد او را کشف کند، پس از اینکه از پاسخ ندادن به تلفن خود نگران شده بود، به مرگ طبیعی مرده بود. در گواهی فوت او آمده‌است که او بر اثر بیماری قلبی-عروقی درگذشته است. طبق وصیت چانگ، او بدون هیچ مراسم یادبودی سوزانده شد و خاکسترش در اقیانوس آرام پراکنده شد.